# Вебстеров водопад
Вебстерови водопади, (енгл. Webster's Falls), је познат по својим панорамама, висок је 22 m (72 ft) и класични је водопад са завесама/уроном. Налази у области заштите Спенсер клисуре/Вебстер'с Фалс у Хамилтону, Онтарио, Канада. Вода тече низ Спенсер крик. У прошлости водопад је био познат под разним именима као што су „Др. Хамилтон'с фалс”, „Спенсер фалс”, „Харт фалс”, „Фисхер фалс” и „Фламборо фалс”.
Калдрма, као и новији и ужи мост од камена/бетона, прелази преко Спенсер крика на западну страну водопада.[2] Саобраћајни превоз сада иде између великог паркинга недалеко од Дундаса и клисуре Спенсер, како би посетиоци могли да приступе овом популарном заштићеном подручју викендом и празницима од суботе, 13. маја до 29. октобра, али се такође може посетити и зими.

## Мали Спенсерови водопади
Мали Спенсерови водопади су сложен водопад у облику траке који има воду углавном током сезонских олуја и након топљења зимског снега. Његова висина је 20 метара, а ширина 3 m (9,8 ft). Налази се на притоци Спенсер крика, на посебној клисури близу Вебстерових водопада и може се видети са врха клисуре.
Ватрогасци Хамилтона су извели укупно 163 спасавања ужетом између 2005. и августа 2016. године, од којих су се многа догодила код Вебстеровог и Тјуовог водопада. У 2016. години, до јула месеца, два смртна случаја су се догодила на хамилтонским водопадима, којих има на стотину.

### Водопад фотографије
| - Водопад лети - Водопад у јесен - Водопад зими - Спенсер крик - Поглед из подножја |